# Jeem TV
Jeem TV (arab. ‏تلفزيون ج‎) – katarski kanał telewizyjny adresowany do dzieci. Został uruchomiony w 2005 r. jako Al Jazeera Children’s Channel (JCC); w 2012 r. przeszedł rebranding na Jeem TV.